# لووت اومورویی
لووت اومورویی (انگلیسی: Loveth Omoruyi؛ زادهٔ ۲۵ اوت ۲۰۰۲) بازیکن والیبال زن نیجریه‌ای‌تبار اهل ایتالیا است.